# Ларк Вурхіс
Ларк Вурхіс (англ. Lark Voorhies, уроджена Ларк Голловей, англ. Lark Holloway; нар. 25 березня 1974, Нашвілл, Теннессі) — американська акторка, співачка, речниця та модель. Вурхіс здобула популярність, зігравши Лізу Марі Туртл в ситкомі NBC Врятовані дзвінком (1989—1993). Вурхіс шість разів номінувалася на премію «молода акторка», перемагаючи в 1990 і 1993 роках за роботу в серіалі.

## Раннє життя
Народилася Ларк Голловей у родині Вейна і Тріші Голловей у Нешвіллі, штат Теннессі, пізніше взяла собі сценічний псевдонім «Вурхіс». Мати назвала її «Ларк» на честь героїні фільму «Прохолодний вітерець» 1972 року, яку зіграла Маргарет Ейвері. Коли Вурхіс виповнилося два роки, сім'я переїхала до Пасадени, штат Каліфорнія. У цей період мати відвела її до агента з пошуку талантів, оскільки вважала, що Вурхіс була «природженою шинкою». Однак її перше прослуховування закінчилося невдало, адже вона емоційно «замерзла» на ньому. У віці 12 років вона з'явилася в національній телевізійній рекламі Universal Studios Tour, яка рекламувала майбутній атракціон «Кінґ-Конґ». Вона розповіла про цей досвід: «Я їхала у вагоні та кричала разом з усіма цими людьми. Я чудово провела час, роблячи це».

## Особисте життя
Вурхіс зустрічалася зі своєю колегою по серіалу Врятовані дзвінком Марком-Полом Ґосселааром протягом трьох років під час знімання серіалу. У 1993 році Вурхіс була заручена з актором Мартіном Лоуренсом, але згодом її розірвали у 1994 році. 1996 року Вурхіс вийшла заміж за Міґеля Коулмана. Вони розійшлися у 2001 році, а розлучилися у 2004 році. У 2014 році Вурхіс познайомилася з музичним інженером Джиммі Ґріном на нетворкінґовому заході. Після року побачень Вурхіс і Ґрін одружилися 30 квітня 2015 року в каплиці в Лас-Вегасі, штат Невада. У жовтні 2015 року Вурхіс подала на розлучення після шести місяців шлюбу.
Вурхіс має шизоафективний розлад.

### Контакт з медіа
30 травня 2006 року Вурхіс подала позов проти The National Enquirer за наклеп через статтю, яка містила твердження, опубліковані в червні 2005 року, про те, що вона має проблеми з наркотиками. Справа була закрита менш ніж за два місяці.

## Вибрана фільмографія
| Рік       |    | Українська назва                | Оригінальна назва           | Роль                                         |
| --------- | -- | ------------------------------- | --------------------------- | -------------------------------------------- |
| 1992      | с  | Принц із Беверлі-Гіллз          | The Fresh Prince of Bel-Air | Сінді                                        |
| 1993—1994 | с  | Дні нашого життя                | Days of Our Lives           | Венді Рірдон                                 |
| 1995      | с  | Зоряний шлях: Глибокий космос 9 | Star Trek: Deep Space Nine  | Ліенн                                        |
| 1995—2004 | с  | Зухвалі і красиві               | The Bold and the Beautiful  | Жасмін Малоун                                |
| 2001      | ф  | Накурені в дим                  | How High                    | Лорен                                        |
| 2008      | мс | Робоцип                         | Robot Chicken               | черепаха Ліза / Бетті Чайлдс / Королева Борг |

## Авторські книги
- Вурхіс, Ларк (2010). «Reciprocity» (укр. Взаємність). New York, New York: iUniverse. ISBN 978-1450200660.
- Вурхіс, Ларк (2011). «True Light» (укр. Справжнє світло). New York, New York: iUniverse. ISBN 978-1450243544.
- Вурхіс, Ларк (2011). «Trek of the Cheshire» (укр. Подорож Чешира). Bloomington, Indiana: iUniverse. ISBN 978-1462025985.

## Нагороди та номінації
| Рік  | Асоціація     | Категорія                                                                  | Номінована робота        | Результат |
| ---- | ------------- | -------------------------------------------------------------------------- | ------------------------ | --------- |
| 1989 | Молодий актор | Найкраща молода акторка в кабельному сімейному серіалі                     | Доброго ранку, міс Блісс | Номінація |
| 1990 | Молодий актор | Видатний молодий акторсткий склад                                          | Доброго ранку, міс Блісс | Номінація |
| 1990 | Молодий актор | Найкраща молода акторка в головній ролі                                    | Доброго ранку, міс Блісс | Перемога  |
| 1991 | Молодий актор | Найкраща молода акторка, яка зіграла головну роль у серіалі в непрайм-тайм | Врятовані дзвінком       | Номінація |
| 1992 | Молодий актор | Найкраща молода акторка, яка зіграла головну роль у серіалі в непрайм-тайм | Врятовані дзвінком       | Номінація |
| 1993 | Молодий актор | Найкраща молода акторка, яка зіграла головну роль у серіалі в непрайм-тайм | Врятовані дзвінком       | Перемога  |